# Indoorskibaan

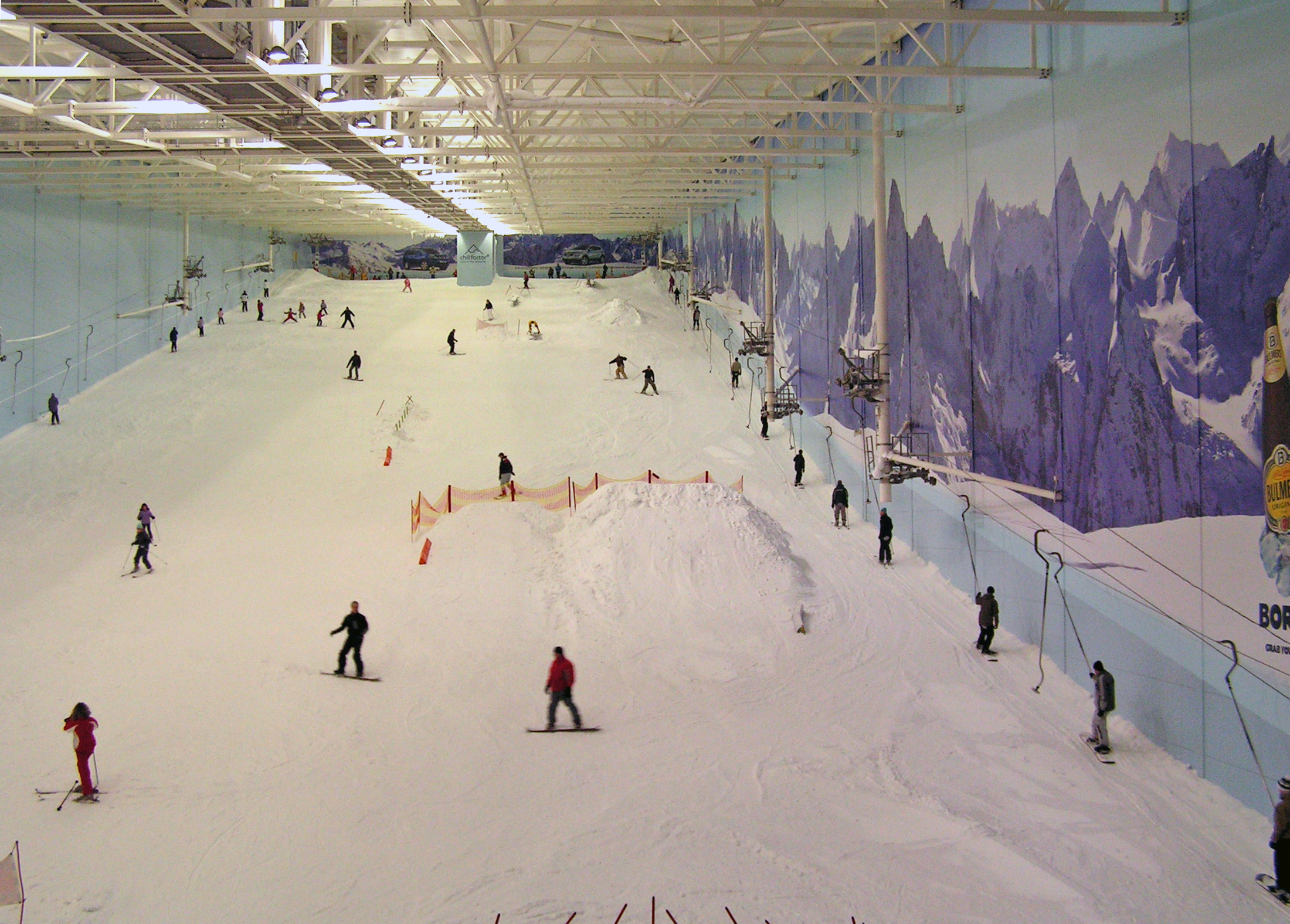
Skiërs op de indoorpiste in Chill Factore in het Verenigd Koninkrijk

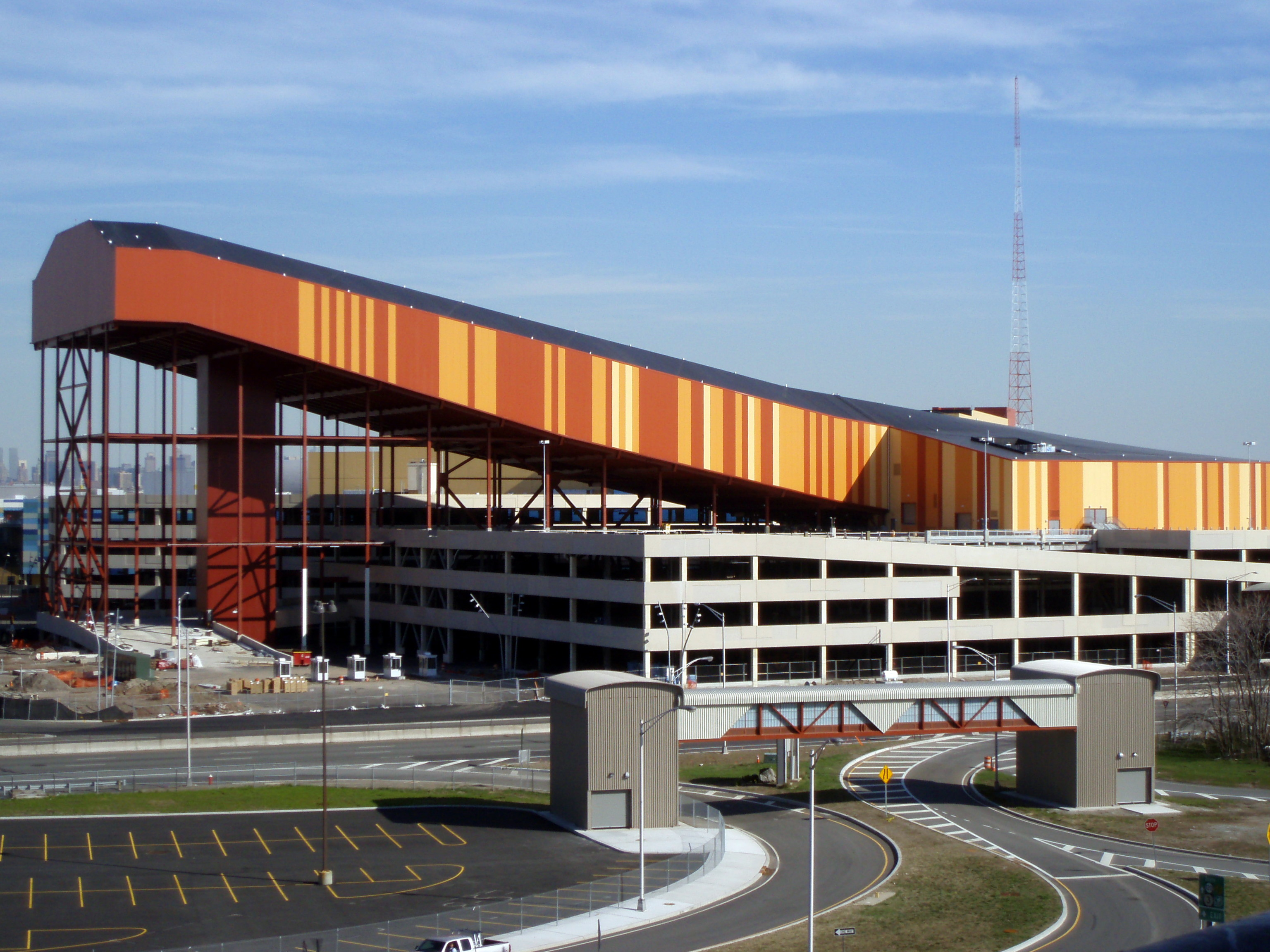
Buitenkant van een indoorskibaan

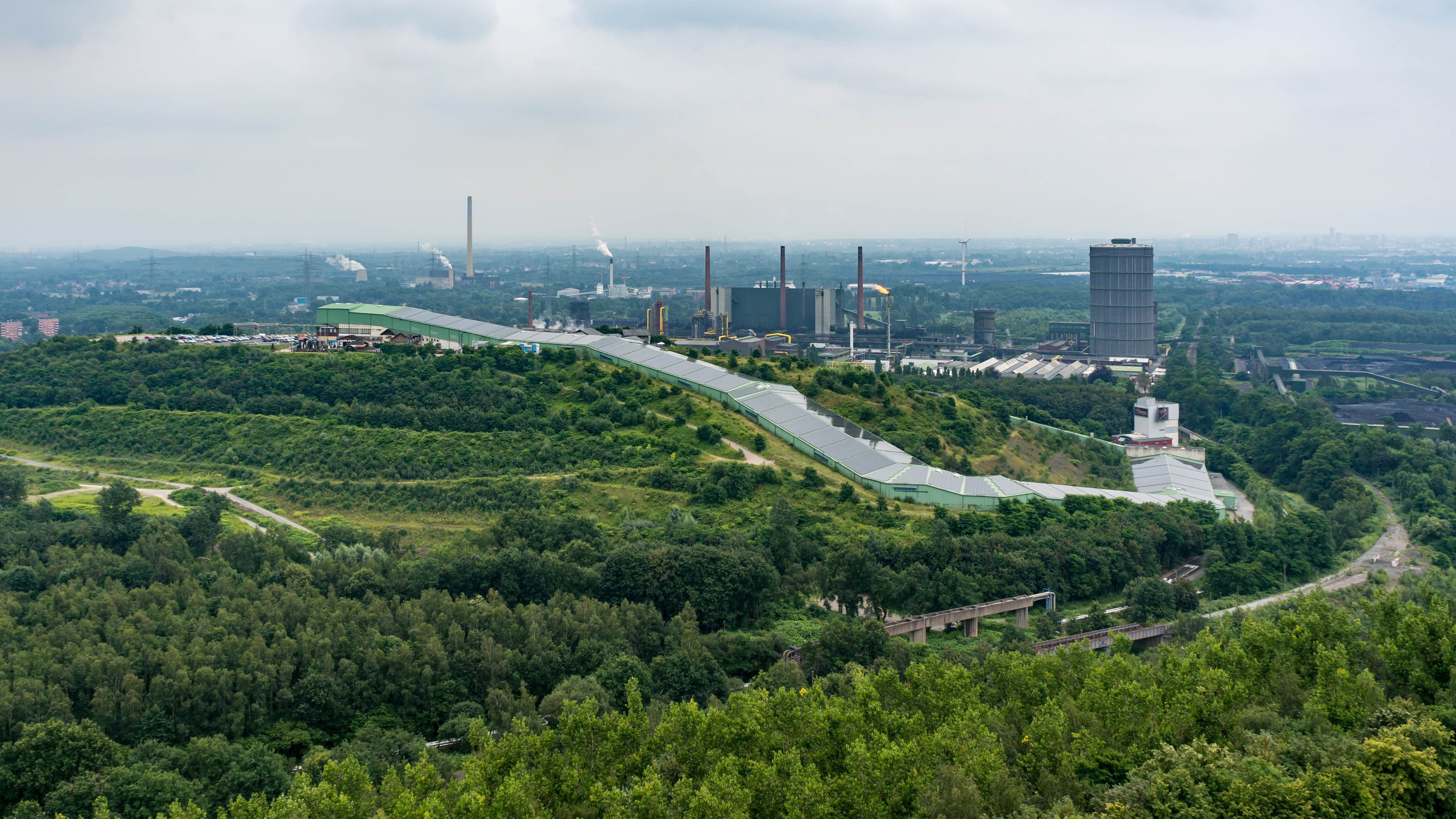
Zicht op Alpincenter Bottrop, gebouwd op een steenberg

Een indoorskibaan is een skipiste in een geacclimatiseerde, overdekte hal, waar sneeuwkanonnen kunstmatig sneeuw produceren. Zo kan er in een indoorskibaan geskied worden onafhankelijk van de buitentemperaturen en het natuurlijke reliëf. Zulke skibanen zijn populair om te leren skiën of snowboarden zonder naar een wintersportgebied te moeten reizen. Ook kan men zich hier goed voorbereiden op een  wintersportvakantie. Voor vertrek kan men dan hier alvast oefenen, wat veel stress scheelt in het wintersportgebied.
Naast indoorbanen met echte sneeuw bestaan er ook kunstskibanen met een ondergrond van kunstsneeuw, borstels of matten.

## Lijst indoorskibanen
| Indoorskibaan                          | Plaats          | Land                | Lengte |
| -------------------------------------- | --------------- | ------------------- | ------ |
| Alpenpark Neuss                        | Neuss           | Duitsland           | 300 m  |
| Alpincenter Bottrop                    | Bottrop         | Duitsland           | 640 m  |
| Alpincenter Hamburg-Wittenburg         | Wittenburg      | Duitsland           | 330 m  |
| Big Snow American Dream                | East Rutherford | Verenigde Staten    | 300 m  |
| Chill Factore                          | Trafford        | Verenigd Koninkrijk | 180 m  |
| Chongqing Jihua Park                   | Chongqing       | China               | 140 m  |
| Dayong Mountain Four-Season Ski Resort | Manzhouli       | China               | 198 m  |
| De Uithof                              | Den Haag        | Nederland           | 211 m  |
| Funiushan Indoor Skiing                | Shimiaozhen     | China               | 200 m  |
| Ice Mountain                           | Komen           | België              | 210 m  |
| Madrid SnoZone                         | Arroyomolinos   | Spanje              | 250 m  |
| Montana Snowcenter                     | Westerhoven     | Nederland           | 140 m  |
| Qinling Four Seasons Ski Resort        | Ankang          | China               | 200 m  |
| Ruixiang Ice & Snow World              | Liuyang         | China               | 180 m  |
| Sayama                                 | Tokorozawa      | Japan               | 300 m  |
| Shaoxing Qiaobo Ice & Snow World       | Shaoxing        | China               | 200 m  |
| Skihalle Snowtropolis                  | Senftenberg     | Duitsland           | 130 m  |
| Ski Dubai                              | Dubai           | UAE                 | 400 m  |
| Snow Arena                             | Druskininkai    | Litouwen            | 460 m  |
| SnowDome                               | Tamworth        | Verenigd Koninkrijk | 170 m  |
| Snow Dome                              | Bispingen       | Duitsland           | 300 m  |
| Snowland                               | Gramado         | Brazilië            | 120 m  |
| Snowplanet                             | Silverdale      | Nieuw-Zeeland       | 200 m  |
| Snow Valley                            | Peer            | België              | 350 m  |
| SnowWorld Amnéville                    | Amnéville       | Frankrijk           | 620 m  |
| SnowWorld Amsterdam                    | Velsen-Zuid     | Nederland           | 230 m  |
| SnowWorld Antwerpen                    | Antwerpen       | België              | 240 m  |
| SnowWorld Landgraaf                    | Landgraaf       | Nederland           | 520 m  |
| SnowWorld Rucphen                      | Rucphen         | Nederland           | 160 m  |
| SnowWorld Terneuzen                    | Terneuzen       | Nederland           | 210 m  |
| SnowWorld Zoetermeer                   | Zoetermeer      | Nederland           | 300 m  |
| Snozone Milton Keynes                  | Milton Keynes   | Verenigd Koninkrijk | 170 m  |
| Snozone Yorkshire                      | Castleford      | Verenigd Koninkrijk | 170 m  |
| Trans Snow World Bekasi                | Bekasi          | Indonesië           | 110 m  |
| Wintastar Shanghai                     | Shanghai        | China               |        |
| Yinqixing Indoor Skiing                | Shanghai        | China               | 380 m  |